# Чарівні окуляри
«Чарівні окуляри» — анімаційний фільм 1970 року Творчого об'єднання художньої мультиплікації студії Київнаукфільм, режисер — Єфрем Пружанський.

## Сюжет
Анімаційний фільм знято за мотивами казки Ліліан Мур (Lilian Moore) «Совеня і окуляри» (The Magic Spectacles).
Чарівні окуляри носив дідусь-сова. Але одного разу його внук — маленьке совеня — взяв окуляри собі поносити, щоб стати таким же мудрим, як і дідусь. Та чи вийшло це в нього?